# Frappes aériennes sur les hôpitaux au Yémen
Une intervention militaire menée par l'Arabie saoudite au Yémen a débuté en 2015 dans le but d'influencer les résultats de la guerre civile au Yémen. 
L’Arabie saoudite, à la tête d’une coalition de neuf États arabes, a commencé à effectuer des frappes aériennes. Les frappes aériennes de la coalition dirigée par l'Arabie saoudite ont détruit plus de 70 établissements de santé au Yémen depuis mars 2015. Nombre d'entre eux étaient des hôpitaux de santé publics dotés ou soutenus par Médecins sans frontières (MSF). 
Les critiques des agressions disent que les frappes aériennes sont des crimes de guerre en violation des protections des établissements de soins de santé prévues par les règles de guerre internationalement reconnues et ont appelé à des enquêtes indépendantes. 
L'ONU rapporte que plus de 600 établissements de santé dans le pays ont cessé de fonctionner en raison de dommages ou de l'absence de personnel/de fournitures, affectant l'accès aux soins de santé pour des millions de personnes. La ville de Taïz est l'une des zones les plus touchées du Yémen, avec des combats intenses et des bombardements quotidiens sur son centre-ville densément peuplé. Taïz n'a pas vu de cessez-le-feu depuis juillet 2015.

## Déroulement

### L'hôpital d'Haydan, le 26 octobre 2015
Le 26 octobre 2015, un hôpital géré par Médecins sans Frontières (MSF) situé dans le district de Haydan dans la province de Saada est touché par plusieurs raids aériens. Le personnel de l’hôpital et deux patients réussissent à fuir après la première frappe à 22h30. D’autres raids suivent pendant environ deux heures. Un membre du personnel est légèrement blessé en prenant la fuite,.

### La tente-clinique à Al-Houban, Taïz, le 2 décembre 2015
le 2 décembre 2015, le centre de santé de Taiz est frappé par les mêmes forces. Neuf personnes sont blessées.

### L'hôpital de Shiara, le 10 janvier 2016
Dimanche 10 janvier 2016, pour la troisième fois en moins de trois mois, l’un des hôpitaux où l’ONG est déployée est bombardé. Au moins quatre personnes sont tuées et dix autres blessées dans l’attaque de l’établissement situé à Razeh, dans la province de Saada (nord). Dans son communiqué, l’ONG française affirme ne pas pouvoir confirmer l’origine du tir. Le fait qu’elle précise que des avions de chasse survolaient le centre médical au moment de son bombardement oriente cependant les soupçons vers Riyad et ses alliés du Golfe, les seuls participants au conflit yéménite à disposer de la force aérienne.

### L'hôpital d'Abs, le 15 août 2016
Le 15 août 2016, une attaque aérienne détruit une partie de l'hôpital d'Abs, blessant 24 personnes et en tuant 19 autres, dont un membre du personnel de MSF. Peu de temps après, MSF suspend ses activités dans plusieurs établissements du nord du Yémen,.

### Centre de traitement du choléra à Abs, 11 juin 2018
Le 11 juin 2018, Médecins sans frontières (MSF) dénonce un raid aérien au Yémen contre un centre de traitement du choléra à Abs, au nord-ouest de la capitale Sanaa.

### Hôpital à Hudaydah, 2 août 2018
Le 2 août 2018, un raid aérien de la coalition saoudienne vise un hôpital à Hudaydah. Au moins 60 personnes sont tuées et 120 autres blessées, le jeudi 2 août, dans les frappes aériennes de la coalition militaire dirigée par l’Arabie saoudite qui ont visé le port de pêche et l’hôpital d’al-Thawra de Hudaydah.

## Réactions
- le 27 octobre 2015, le secrétaire général de l'ONU Ban Ki-moon condamne les frappes aériennes de la coalition menée par l'Arabie saoudite qui ont détruit un hôpital de Médecins sans frontières (MSF) à Saada, dans le nord du Yémen.
- Après l'attaque du 15 août 2016, Amnesty International déplore ces raids contre l'hôpital « qui ont fait des victimes parmi les civils et le personnel médical ». « Cibler intentionnellement des installations médicales est une violation sérieuse du droit humanitaire, qui pourrait constituer un crime de guerre », a-t-elle souligné en réclamant une enquête[12].